# Fox Indijanci
Fox (Lisice; Mesquakie).- Pleme Algonquian Indijanaca koje sredinom 17. stoljeća žive ujedinjeni sa Sac Indijancima u blizini jezera Winnebago i duž rijeke Fox u Wisconsinu. Lisice su jezično najsrodniji Sac i Kickapoo Indijancima.  Nakon ratova protiv Francuza i Engleza povlače se na područje Illinoisa i Iowe. Pleme Sac danas, sebe zovu Mesquakie, žive u blizini grada Tama u Iowi, gdje se nalaze od 1857. Pleme Sac koje živi danas poglavito u Oklahomi, nema s njima bliskije veze osim što su s Foxima službeno grupirani pod imew Sauk & Fox ili Sac & Fox. 

## Ime
Ime Fox dano im je po imenu jednog njihovog klana. Sami sebe oni nazivaju Musquakiuk ili Mesquakie, Meshkwa kihugi  'narod crvene zemlje'  (red-earth people). Ovo ime dolazi po vjerovanju da su Foxi stvoreni od crvene zemlje. Vidi Sac, čije ime znači "people of the yellow earth". Ostali nazivi za Lisice su Beshde'ke (Sioux). O-dug-am-eeg, ime koje su im dali Chippewa "those who live on the opposite side"; Skaxshurunu, ime od Wyandota "fox people"; Skuakísagi (Shawnee); Wakushég, (Potawatomi) u značenju "foxes".

## Povijest
Najstarije poznato boravište Lisica bio je sjeverni Wisconsin odakle su ih na jug potisnuli Chippewayi. Francuski misionari o njima su čuli 1640. i susreli se s njima tek 1670. Lisice su bili u konstantnim ratovima s Chippewama, a dolaskom Francuza, i s njima. Godine 1712. Lisice planiraju napad na francusku utvrdu u Detroitu, što im gotovo uspijeva. Opet nakon nekog vremena dolazi do ljutih ratova s Francuzima koji izbijaju 1729. i otežu se do 1733., pri tome su im pomogli i srodni Saci. Ipak teško su poraženi. Godine 1780. Lisice se udružuju i sa Siouxima i napadaju na Chippewe na St. Croix Fallsu, gdje su opet bili poraženi. Oko 1780. udružuju se konačno sa Sacima i dolazi do dobro poznatog saveza u kojem je novo pleme dobilo ime Sauk & Fox. Zajedno otjeraše plemena Illinois i nastanjuju se na njihovom teritoriju u području Rock Rivera. U ranom 19. stoljeću odvajaju se od Saca i nastanjuju u Iowi. Godine 1842. neki Foxi i Saci prodaju svoje zemlje u Iowi, i dobivaju u zamjenu zemlju na području Kansasa. Lisice očito nisu zadovoljni raspodjelom zemljišta pa se od 1857. – 1859. opet razilaze od Saca i vraćaju u Iowu, blizu grada Tama na rijeci Iowa. Ovdje su ostali do dana današnjeg. 

## Etnografija
Lisice pripadaju kulturnom području Istočnih šuma, koji su život ljeti provodili u ljetnim selima blizu kojih su se žene bavile uzgojem kukuruza, graha, tikava ('squash') i duhana. Zimski period bio je doba lova tijekom kojega su se lovačke bande rasule po širokom području. Lovio se jelen, los, dabar, vidra, vuk, lisica, vjeverica i bizon za kojega se organizirao kolektivni lov. Svoju odjeću izrađivali su od koža i krzana životinja koje su njihove žene štavile, a pandže su koristili kao dekoraciju koje su vješali oko vrata. 
Pleme Lisica imalo je tri poglavice i svaki je imao posebno zaduženje, to su civilni (on je nasljedan), ratni i ceremonijalni. Drugi sloj njihove socijalne piramide činili su rukotvorci, kao što su to košaraši. Dno društva bile su žene koje su kao farmeri radili u poljima tijekom cijelog dana i pripremale hranu za svoje muževe i obitelji i skrbile o djeci. 
Obitelj Lisica je nuklearna, raspoređene su po klanovima, i vuku porijeklo od nekog muškog mitskog pretka, koji ju je osnovao. Glavna vjerska organizacija je Veliko medicinsko društvo ili Midewiwin.
Poznati ples Calumet Dance primili su oko 1680. i uveli ga 1720. Abenakima. 

## Vanjske poveznice
- Fox Indians
- Don Wanatee, Meskwaki Culture